# Dricke-Perstjärnen
Dricke-Perstjärnen är en sjö i Filipstads kommun i Värmland och ingår i Göta älvs huvudavrinningsområde.